# Apogonia burgeoni
Apogonia burgeoni är en skalbaggsart som beskrevs av Bezdek 2004. Apogonia burgeoni ingår i släktet Apogonia och familjen Melolonthidae. Inga underarter finns listade i Catalogue of Life.